# 린펑자오
린펑자오(林鳳嬌, 1953년 6월 30일 - )는 타이완 출신 배우로, 성룡의 부인이다. 현재 국적은 홍콩이다. 1982년에 로스앤젤레스에서 성룡과 극비리에 결혼식을 올렸다. 같은 해, 아들 팡쭈밍을 출산하였고, 출산 후 연예계에 복귀를 하지 않은 채 은퇴했다.